# Musaranyes
|  | Per a altres significats, vegeu «Musaranya (desambiguació)». |

Les musaranyes (Soricidae) són alguns dels mamífers més petits i es troben gairebé arreu del món. Es caracteritzen pels ulls menuts i un musell llarg i puntegut amb bigotis molt sensibles. Són similars als ratolins, però estan emparentades amb els talps.
La musaranya comuna fa entre 5,4 i 8,45 cm, als quals cal afegir la cua, que va entre els 2,8 i els 5 cm. El pes pot anar des dels 4,7 fins als 12 grams.
Són els mamífers més actius que hi ha. Cacen els aliments tant de dia com de nit, només s'aturen breument per reposar o dormir. Moltes de les espècies, especialment les europees mengen el seu propi pes, o més, en insectes diàriament, i arriben a morir si passen més de quatre hores sense menjar. La raó del seu apetit insaciable és que les musaranyes, en ser tan petites, perden la calor corporal amb molta facilitat. Per tal de mantenir-la, processen l’aliment de manera molt ràpida just després de menjar.

## Classificació
- Família Soricidae
  - Subfamília Crocidurinae
    - Gènere Crocidura
    - Gènere Diplomesodon
    - Gènere Feroculus
    - Gènere Palawanosorex
    - Gènere Paracrocidura
    - Gènere Ruwenzorisorex
    - Gènere Scutisorex
    - Gènere Solisorex
    - Gènere Suncus
    - Gènere Sylvisorex

  - Subfamília Myosoricinae
    - Gènere Congosorex
    - Gènere Myosorex
    - Gènere Surdisorex

  - Subfamília Soricinae
    - Tribu Anourosoricini
      - Gènere Anourosorex

    - Tribu Blarinellini
      - Gènere Blarinella

    - Tribu Blarinini
      - Gènere Blarina
      - Gènere Cryptotis

    - Tribu Nectogalini
      - Gènere Chimarrogale
      - Gènere Chodsigoa
      - Gènere Episoriculus
      - Gènere Nectogale
      - Gènere Neomys
      - Gènere Nesiotites
      - Gènere Soriculus

    - Tribu Notiosoricini
      - Gènere Megasorex
      - Gènere Notiosorex

    - Tribu Soricini
      - Gènere Sorex

## Espècies presents als Països Catalans
- Musaranya etrusca (Suncus etruscus)
- Musaranya comuna (Crocidura russula)
- Musaranya de jardí (Crocidura suaveolens)
- Musaranya aquàtica pirinenca (Neomys fodiens)
- Musaranya aquàtica mediterrània (Neomys anomalus)
- Musaranya cuaquadrada (Sorex araneus)
- Musaranya de Millet (Sorex coronatus)
- Musaranya menuda eurasiàtica (Sorex minutus)